# Heinrich Ludwig Regenbogen
Heinrich Ludwig Regenbogen (* 15. Oktober 1802 in Hamm (Westfalen); † 12. März 1885 in Kassel) war ein deutscher Architekt und Baubeamter. Als Hofbaumeister und später Landbaumeister prägte er zahlreiche Bauwerke in Kassel, Wilhelmshöhe und Marburg.  

## Leben
Regenbogen trat 1821 in Kassel die Stelle eines Hofbaukondukteurs an. 1834 wurde er zum Hofbaumeister ernannt. In dieser Position beaufsichtigte er unter anderem den Umbau des Ballhauses sowie den Bau der beiden Verbindungsflügel am Schloss Wilhelmshöhe. Auch der Neubau des Wacht- und des Gasthauses in Wilhelmshöhe entstand unter seiner Leitung.
Im Februar 1838 wurde er als Land-, Straßen- und Wasserbaumeister nach Homberg versetzt, im Sommer desselben Jahres übernahm er die gleiche Funktion in Marburg. Von 1852 bis 1854 war er in Kirchhain tätig, kehrte dann aber wieder nach Marburg zurück. 1871 erfolgte die Ernennung zum preußischen Bauinspektor, 1872 zum Baurat. Am 1. September 1874 trat er in den Ruhestand.
Regenbogen starb 1885 in Kassel.  

## Wirken
Regenbogen war an zahlreichen Projekten beteiligt, vor allem in Kassel-Wilhelmshöhe und in Marburg. Zu seinen Arbeiten zählen:  
- Umbauten am Ballhaus Wilhelmshöhe (1830er Jahre)
- Bau der beiden Verbindungsflügel am Schloss Wilhelmshöhe (1830er Jahre)
- Neubauten von Wacht- und Gasthaus in Wilhelmshöhe
- Umbaupläne für die ehemalige Deutschordenskomturei in Marburg (1842)
- Bauaufnahmen und Umbauten am Kugelherrenhaus in Marburg (1861/1871)
- Umbau des nördlichen Flügels des Marburger Landgrafenschlosses (1872)
- Beteiligung am Bau des Anatomiegebäudes der Philipps-Universität in Marburg (1839–1842)